# Rourea chrysomalla
Rourea chrysomalla là một loài thực vật có hoa trong họ Connaraceae. Loài này được Gustav August Ludwig David Schellenberg miêu tả khoa học đầu tiên năm 1938, dựa theo danh pháp Rourea chrysomala do Auguste François Marie Glaziou công bố năm 1906, nhưng không có mô tả khoa học kèm theo.

## Phân bố
Loài này có tại đông bắc và miền trung Brasil, trong vùng sinh thái trảng cỏ nhiệt đới (Cerrado).